# Kirk
Kirk is een historisch merk van motorfietsen.
De bedrijfsnaam was: Kirk Mfg. Co., Ohio. 
Dit was een Amerikaans merk dat rond 1905 Yale-California-modellen in licentie bouwde. Deze kwamen oorspronkelijk van het merk Yale dat in de beginjaren onder de naam Duck werd verkocht. Waarschijnlijk is de toevoeging Duck echter afkomstig van de leverancier van de voorrem. Voorremmen werden in de beginjaren van de twintigste eeuw nog wel toegepast, maar raakten daarna tot de jaren twintig in onbruik.